# Drosophila ingrata
Drosophila ingrata är en tvåvingeart som beskrevs av Alexander Henry Haliday 1833. Drosophila ingrata ingår i släktet Drosophila och familjen daggflugor.
Artens utbredningsområde är England och Irland.